# Britt Ekland

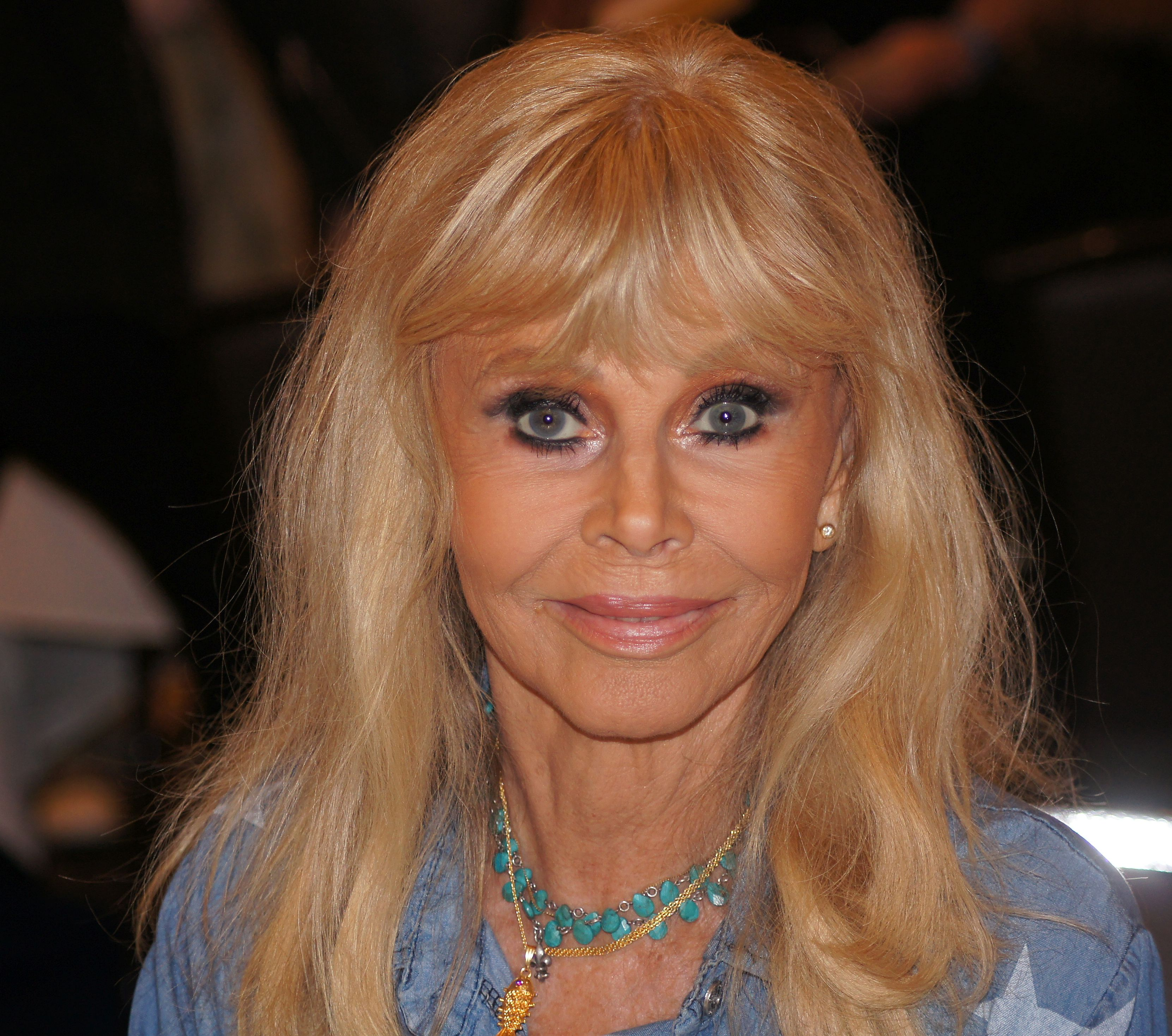
2019-ben

Britt Ekland (Stockholm, 1942. október 6. –) svéd származású angol színésznő.

## Élete és pályafutása
Színi tanulmányai után egy svéd színtársulatban játszott. Filmezett a római Cinecittában, majd Londonban, ahol 1964-ben Peter Sellers népszerű komikus felesége lett. Válását követően főként Hollywoodban vállalt feladatokat. 1976-ban a Miss Universe zsűritagja volt.
Vonzó külsejű, főként vígjátékokban szereplő színésznő. 1972–1977 között a McCloud című televíziós sorozat egy-egy részében is látható volt. 1974-ben Az aranypisztolyos férfi című filmben Bond-lányt alakított. 1980–1982 között a Szerelemhajó című sorozatban is több alkalommal feltűnt.

## Magánélete
1964–1968 között Peter Sellers (1925–1980) angol komikus volt a férje. Egy lányuk született: Victoria Sellers (1965-) angol színésznő. 1984–1992 között Slim Jim Phantom (1961-) amerikai filmzene-író volt a párja.

## Filmjei
- Katonablues (1960)
- Rövid a nyár (Kort är sommaren) (1962)
- Az ördög (Il diavolo) (1963)
- A díj (1963)
- A parancsnok (Il comandante) (1963)
- Egymillió karátos ötlet (1966)
- A kettős ember (The Double Man) (1967)
- Razzia Minsky bárjában (1968)
- A sérthetetlenek (1969)
- Az Úr esztendejében (1969)
- Kannibálok (I cannibali) (1970)
- Öld meg Cartert! (1971)
- Végtelen éjszaka (1972)
- McCloud (1972–1977)
- A vesszőből font ember (1973)
- Az aranypisztolyos férfi (1974)
- Királyi játszma (1975)
- Szerelemhajó (1980–1982)
- Fantasy Island (1980–1983)
- Az aranyifjú (1985)
- Botrány (1989)
- Hoteltitkok (2012)